# Supercoppa delle Fær Øer 2009
La 3ª edizione della Supercoppa delle Fær Øer si è svolta il 23 marzo 2009 al Tórsvøllur di Tórshavn tra l'HB Tórshavn, vincitore della Formuladeildin 2008, e l'EB/Streymur, vincitore della coppa nazionale.
L'HB Tórshavn si è aggiudicato la vittoria del torneo per la prima volta nella sua storia.

## Tabellino
| Arbitro: | Rasmussen |

|                                 |           |           |
| Lag 26’ Joensen 47’ Poulsen 85’ | Marcatori | 83’ Olsen |